# Louis Ernest Ladurée
Louis Ernest Ladurée, né à Paris (ancien 8e arrondissement) le 21 février 1836 et mort le 13 juillet 1904 à Neuilly-sur-Seine,, est un boulanger et pâtissier français. 

## Biographie
Sa famille est originaire de Meung-sur-Loire dans le Loiret où on retrouve dans la seconde moitié du XVIIe siècle, Lubin Ladurée « marchand meusnier demeurant au grand moulin banal de cette ville, paroisse Saint-Pierre »,. Sa descendance compte plusieurs meuniers jusqu'au père de Louis Ernest : Auguste Ladurée (1812-1867) qui, né à Meung-sur-Loire, fut d’abord contremaître meunier à Essonnes Corbeil-Essonnes où il se maria avec Henriette Levasseur, puis boulanger à Paris où le couple eut ses cinq enfants entre 1834 et 1850. En 1854, il prit à bail pour 18 ans comme meunier, le moulin Grotteau (Grouteau) à Longpont-sur-Orge où il décéda prématurément.
Second enfant du couple, Louis Ernest Ladurée, après avoir été lui aussi meunier à Viry-Châtillon, ouvre en 1862 une boulangerie à Paris au 16, rue Royale qui est toujours, plus d'un siècle et demi après, emblématique de la Maison Ladurée. Il semble que très tôt un rayon pâtisserie fut adjoint à la boulangerie puisque dès 1866, sur l’acte de naissance de ses filles jumelles, il est qualifié de boulanger-pâtissier.
Bien des années plus tard et après beaucoup de transformations apportées notamment par son fils Ernest (1858-1933) avec sa femme Jeanne Souchard, la pâtisserie Ladurée connaîtra une grande notoriété, en particulier, grâce à ses macarons.

## Vie privée
Il se marie avec Constance Jamin (1836-1882) à Paris en 1857.